# Ernst Troeltsch
Ernst Troeltsch (Haunstetten, 17 februari 1865 - Berlijn, 1 februari 1923) was een Duits protestants theoloog. Hij schreef op het gebied van de filosofie van religie en filosofie van geschiedenis. Hij was een invloedrijk figuur in het Duitse denken van vóór 1914. Invloed op zijn werk hadden Albrecht Ritschl, Max Webers opvatting van sociologie en het Neo-Kantianisme van de Baden school.
Troeltsch was van 1894 tot 1915 hoogleraar in de theologie in Heidelberg. In 1915 werd hij benoemd tot hoogleraar in de filosofie in Berlijn.
Een van zijn belangrijkste ideeën was het 'religieus apriori'. Hij fundeerde de godsdienst namelijk in de menselijke geest. Hierbij sloot hij nauw aan bij Schleiermacher en Kant. Godsdienst kan hierbij niet tot een andere grootheid herleid worden en is een essentieel element in het menselijk bestaan. 
Troeltsch is van betekenis gebleken voor theologen die op inclusieve wijze het pad van de interreligieuze dialoog gingen verkennen,omdat hij een combinatie nastreefde van het behoud van een visie op het Absolute van het christendom én de ontwikkeling van een zeker relativisme betreffende de historische ontwikkeling van verschillende religieuze tradities, een spanning die hij overigens niet kon oplossen.

## Tekstkritiek
Troeltsch was eveneens invloedrijk op het gebied van de tekstkritiek. Op dit gebied formuleerde hij, voortbouwend op het werk van Strauss, de drie zuilen voor de beoordeling van de historiciteit van een tekst, te weten: kritiek, analogie en correlatie. In het kort komen deze op het volgende neer:
- Kritiek: Elke tekst moet kritisch bekeken worden, met andere woorden: de houding tegenover elke tekst moet wantrouwend zijn.
- Analogie: Wat in de tekst voorkomt moet in het heden ook waargenomen kunnen worden. Toegepast op de tekst van het Bijbelse Oude Testament betekent dit dat een getuigenis van het ingrijpen van God daarmee als niet-historisch beschouwd dient te worden.
- Correlatie: Een actie heeft een logisch gevolg. Elke vermelding die daarvan afwijkt verdient het om bestempeld te worden als niet-historisch. Elk gebeuren ligt altijd in natuurlijke krachten, of wordt veroorzaakt door menselijke tussenkomst.

- Bibsys: 90065612
- Biblioteca Nacional de España: XX1648919
- Bibliothèque nationale de France: cb12026401r (data)
- Catàleg d'autoritats de noms i títols de Catalunya: 981058524257306706
- CiNii: DA00427912
- Gemeinsame Normdatei: 118624024
- International Standard Name Identifier: 0000 0001 2096 3849
- Library of Congress Control Number: n50012542
- Nationale Bibliotheek van Letland: 000118308
- Bibliotheek van het Japanse parlement: 00459128
- Nationale Bibliotheek van Tsjechië: jn20000701843
- Nationale bibliotheek van Australië: 35556244
- Nationale Bibliotheek van Israël: 987007299758205171
- Nationale Bibliotheek van Polen: a0000001183726
- Nationale en Universitaire bibliotheek Zagreb: 000796437
- Nederlandse Thesaurus van Auteursnamen: 068678622
- Réseau des bibliothèques de Suisse occidentale: 02-A018493136
- Istituto Centrale per il Catalogo Unico: CFIV062953
- LIBRIS: 228298
- SNAC: w6p85wsr
- Système universitaire de documentation: 028425952
- Trove: 994773
- Virtual International Authority File: 71404752
- WorldCat: E39PBJkhHwVRkBdmWJBfrG9FKd